# .equipment
.equipment est un domaine Internet de premier niveau générique non-restreint.
Ce domaine est destiné aux individus, aux groupes ou aux organisations qui achètent, louent ou vendent de l'équipement (appelés equipment en anglais). L'équipement peut être de l'équipement de ferme, de l'équipement de construction ou de l'équipement de tout autre secteur d'activité.
Bien que ce domaine soit destiné aux individus, aux groupes ou aux organisations qui achètent, louent ou vendent de l'équipement, il est ouvert à tous sans restrictions.

## Historique
Le domaine .equipment a été créé en février 2014.

## Statistiques d'usage
En janvier 2025, environ 4 700 domaines utilisent l'extension .equipment.